# Équipe d'Ouzbékistan olympique de football
L'équipe d'Ouzbékistan olympique de football représente l'Ouzbékistan dans les compétitions de football espoirs comme les Jeux olympiques d'été, où sont conviés les joueurs de moins de 23 ans. 
Finaliste de la Coupe d'Asie des moins de 23 ans 2024, elle obtient pour la première fois de son histoire la qualification pour les Jeux olympiques d’été.

## Parcours lors des Jeux olympiques de Paris 2024
Le tirage au sort des compétitions de football des Jeux olympiques de Paris 2024 s’est déroulé le 20 mars 2024. L'équipe d'Ouzbékistan olympique de football a alors hérité du groupe C composé de l'Espagne, l'Égypte et de la République dominicaine.

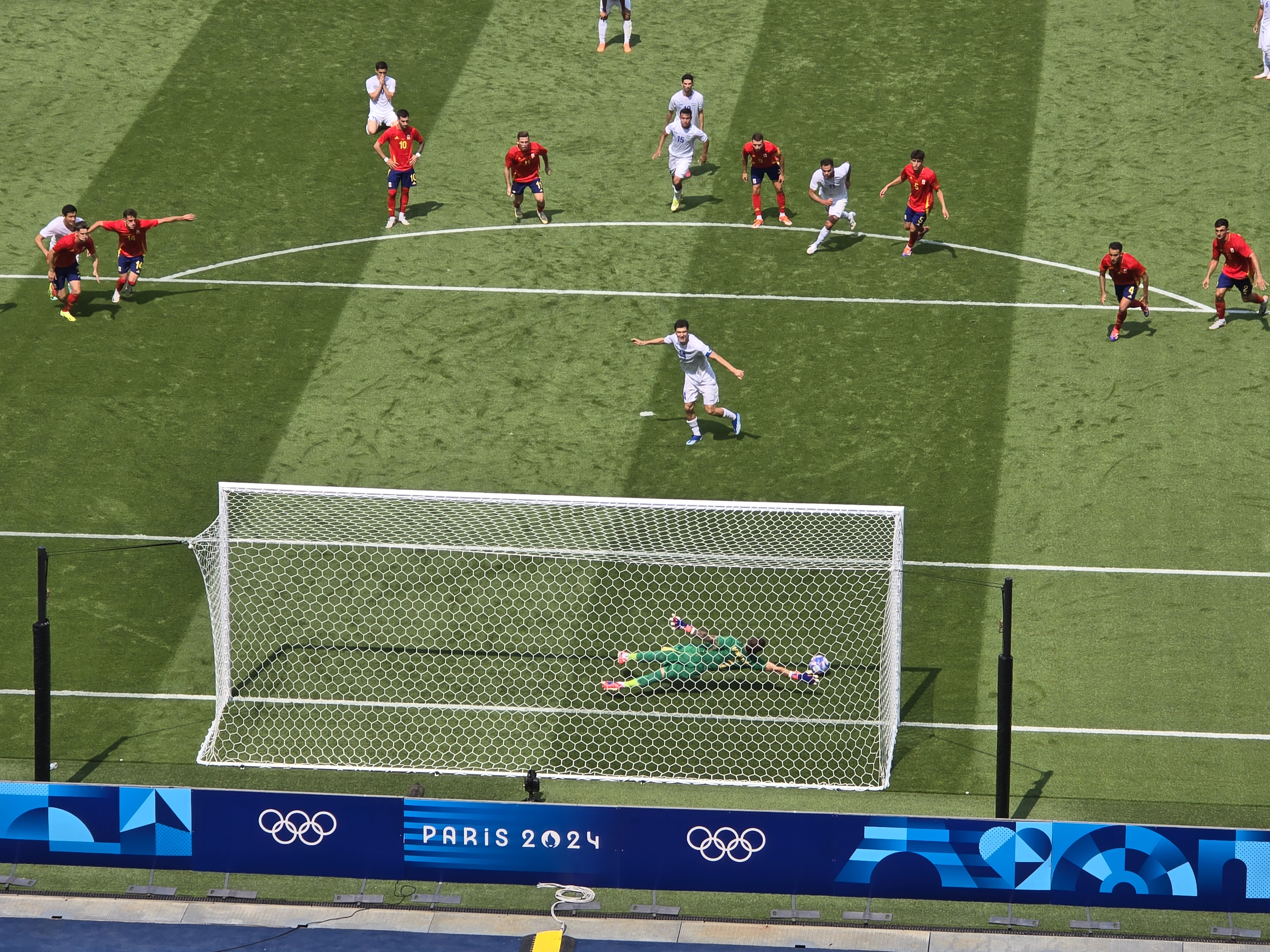
Eldor Shomurodov marquant un pénalty avec son équipe nationale lors d'un match des Jeux olympiques d'été de 2024.

L'équipe effectue ses premiers pas dans la compétition le 24 juillet 2024 lors d'une rencontre l'opposant à l'Espagne au stade du Parc des Princes à Paris qui se soldera par une défaite sur le score de 1 à 2.
L'équipe d'Ouzbékistan est officiellement éliminé dès leur second match de la compétition, défaits par l'Égypte sur le score de 1 à 0. Sans le moindre point, les coéquipiers du Lensois Abdukodir Khusanov ne peuvent plus être deuxièmes.
| Phase finale | Phase finale | Phase finale | Phase finale | Phase finale | Phase finale | Phase finale | Phase finale | Phase finale |
| Année        | Résultat     | J            | G            | N            | D            | BP           | BC           |              |
| ------------ | ------------ | ------------ | ------------ | ------------ | ------------ | ------------ | ------------ | ------------ |
| 2024         | 1er tour     | 3            | 0            | 1            | 2            | 2            | 4            |              |